# Аббас III
Аббас III (перс. شاه عباس سوم‎; азерб. III Şah Abbas; январь 1732, Кучан, Хорасан-Резави — февраль 1740, Себзевар, Хорасан-Резави) — последний шах Персии из династии Сефевидов (1732—1736).

## Биография
Аббас был сыном шаха Тахмасиба II. В августе 1732 года крупный иранский полководец Надир-хан сверг шаха Тахмаспа и объявил новым шахом его восьмимесячного сына Аббаса III, став при нём реальным правителем государства. В марте 1736 года Надир-хан сверг и Аббаса, объявив шахом себя самого. Аббас был отправлен в темницу к своему отцу Тахмасибу в Себзевар.
В 1740 году по распоряжению хорасанского наместника Риза-Кули-мирзы, старшего сына Надир-шаха, восьмилетний Аббас был убит в заключении вместе с отцом Тахмасибом.